# Гончарки
Гонча́рки — село в Україні, у Золотниківській сільській громаді Тернопільського району Тернопільської області. До вересня 2015 року у підпорядкуванні Соснівської сільської ради. Від вересня 2015 року ввійшло у склад Золотниківської сільської громади. Село розташоване у центрі Тернопільського району, за 18,0 кілометра від міста Теребовля. Населення становить 33 особи (станом на 2001 рік). 

## Географія
Село Гончарки лежить за 18,0 км на північний захід від Теребовлі, фізична відстань до Києва — 367,3 км.

## Історія
Цей хутір відомий ще з XV століття.[джерело?]
У 1939 році у село прийшла більшовицька окупація, від якої серйозно постраждали родина Демидових і родина Рудиків.[джерело?]
12 червня 2020 року, відповідно до розпорядження Кабінету Міністрів України № 724-р «Про визначення адміністративних центрів та затвердження територій територіальних громад Тернопільської області» увійшло до складу Золотниківської сільської громади.
19 липня 2020 року, в результаті адміністративно-територіальної реформи та ліквідації Теребовлянського району, село увійшло до складу Тернопільського району.

## Населення
Станом на 1989 рік у селі проживали 64 особи, серед них — 22 чоловіки і 42 жінки.
За даними перепису населення 2001 року в селі проживали 33 особи. Рідною мовою назвали:
| Мова       | Кількість осіб | Відсоток |
| ---------- | -------------- | -------- |
| українська | 33             | 100,00%  |

## Галерея

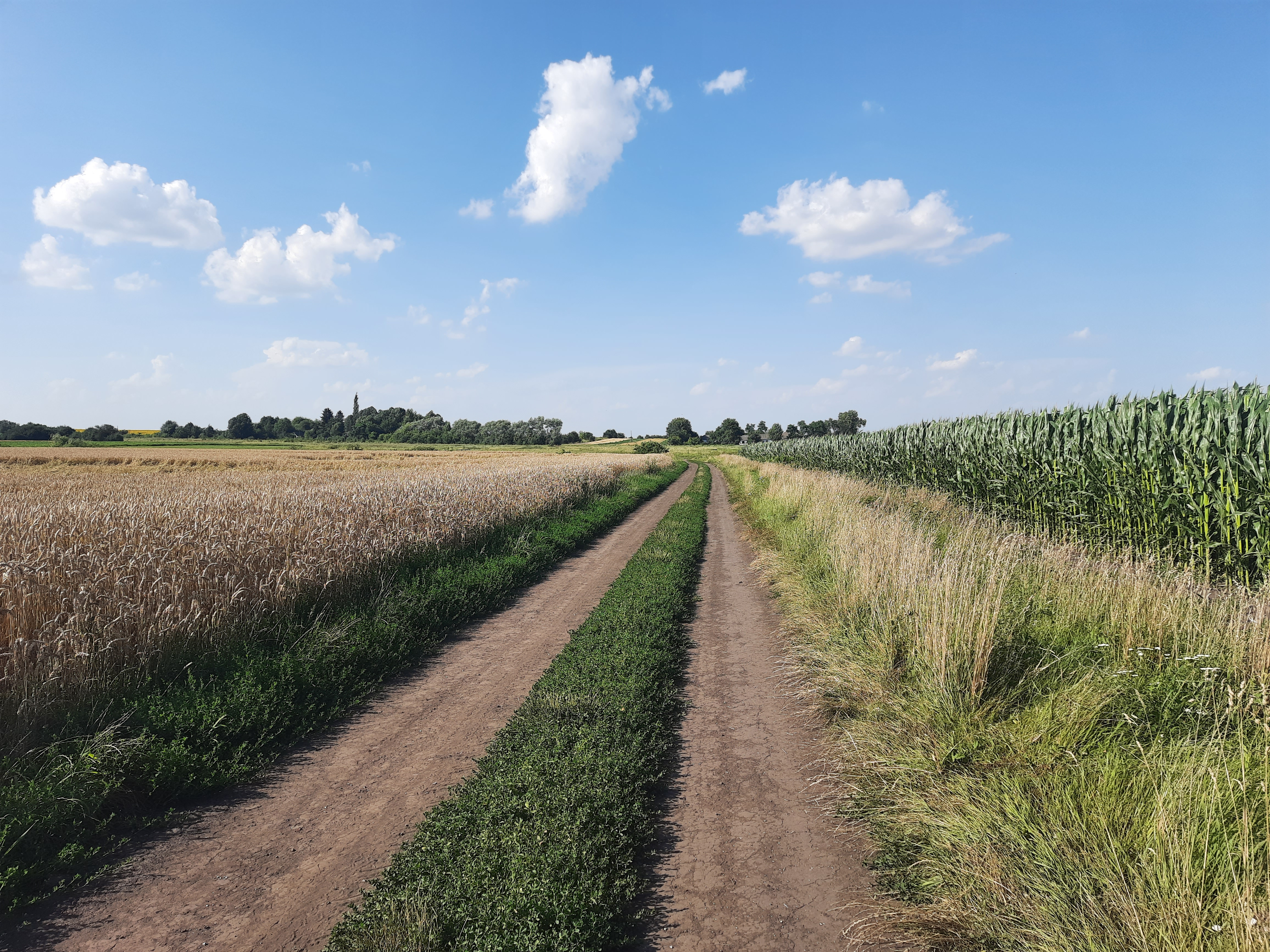
Дорога в село
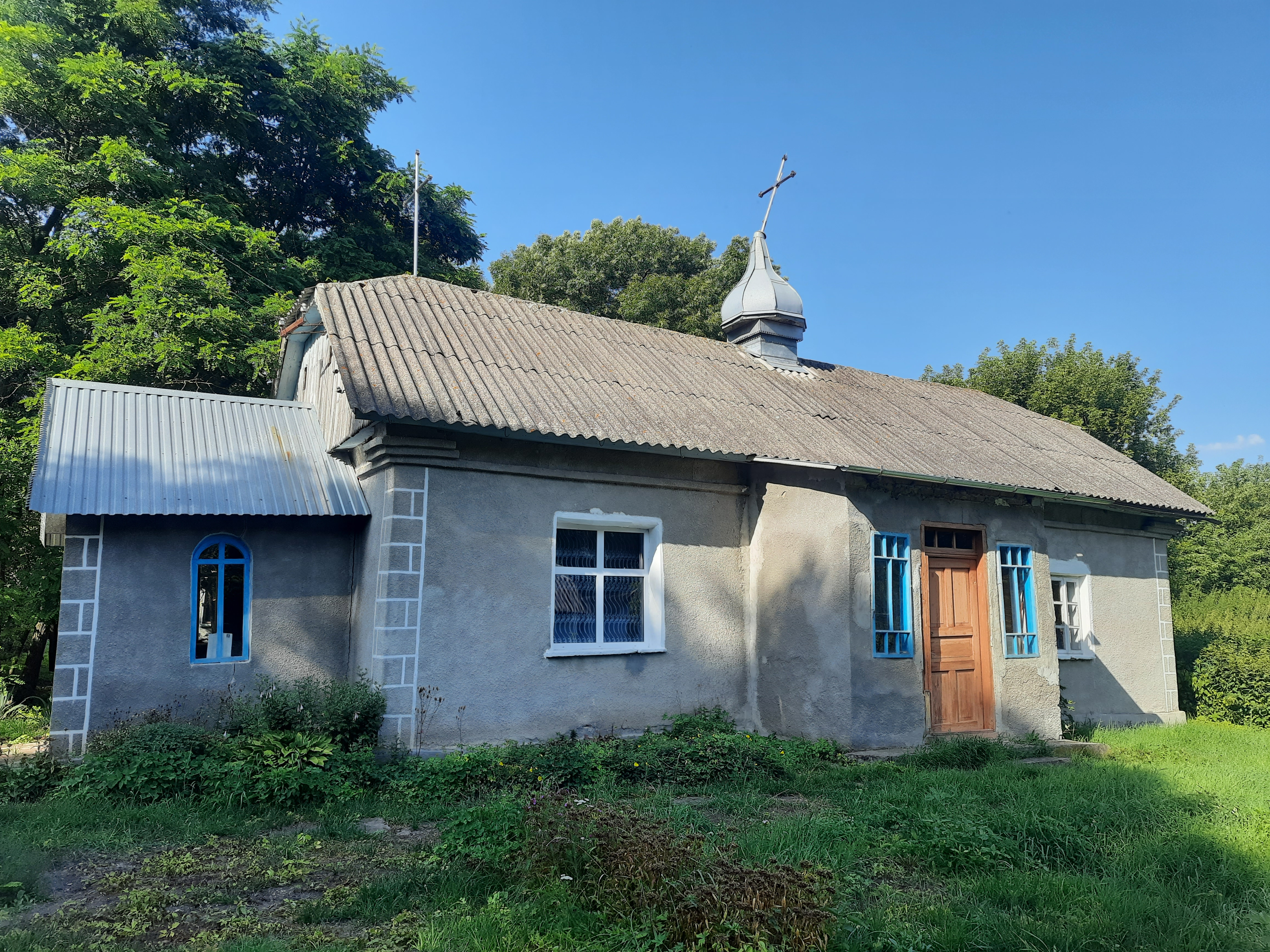
Каплиця Пресвятої Богородиці
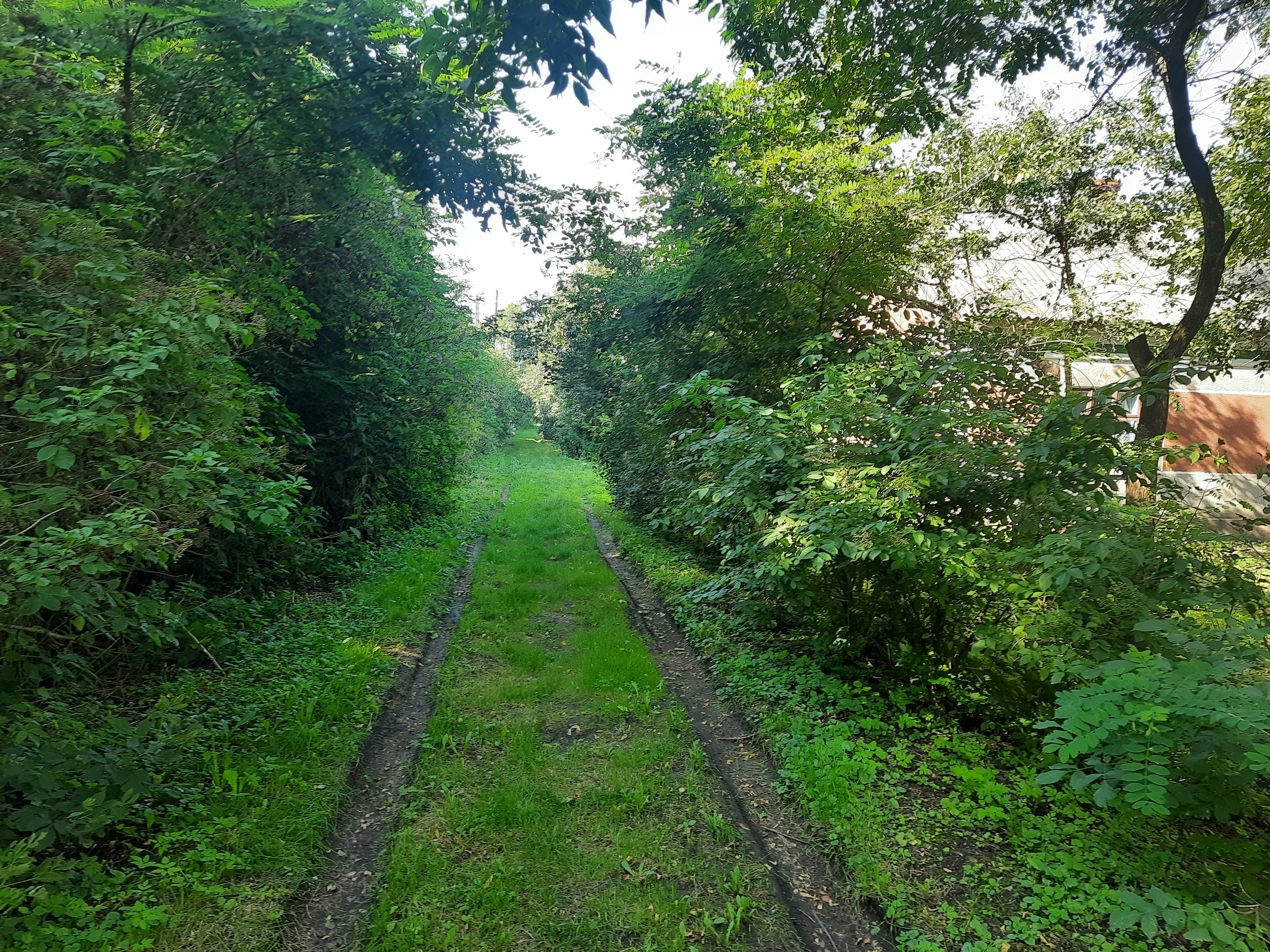
Сільська дорога
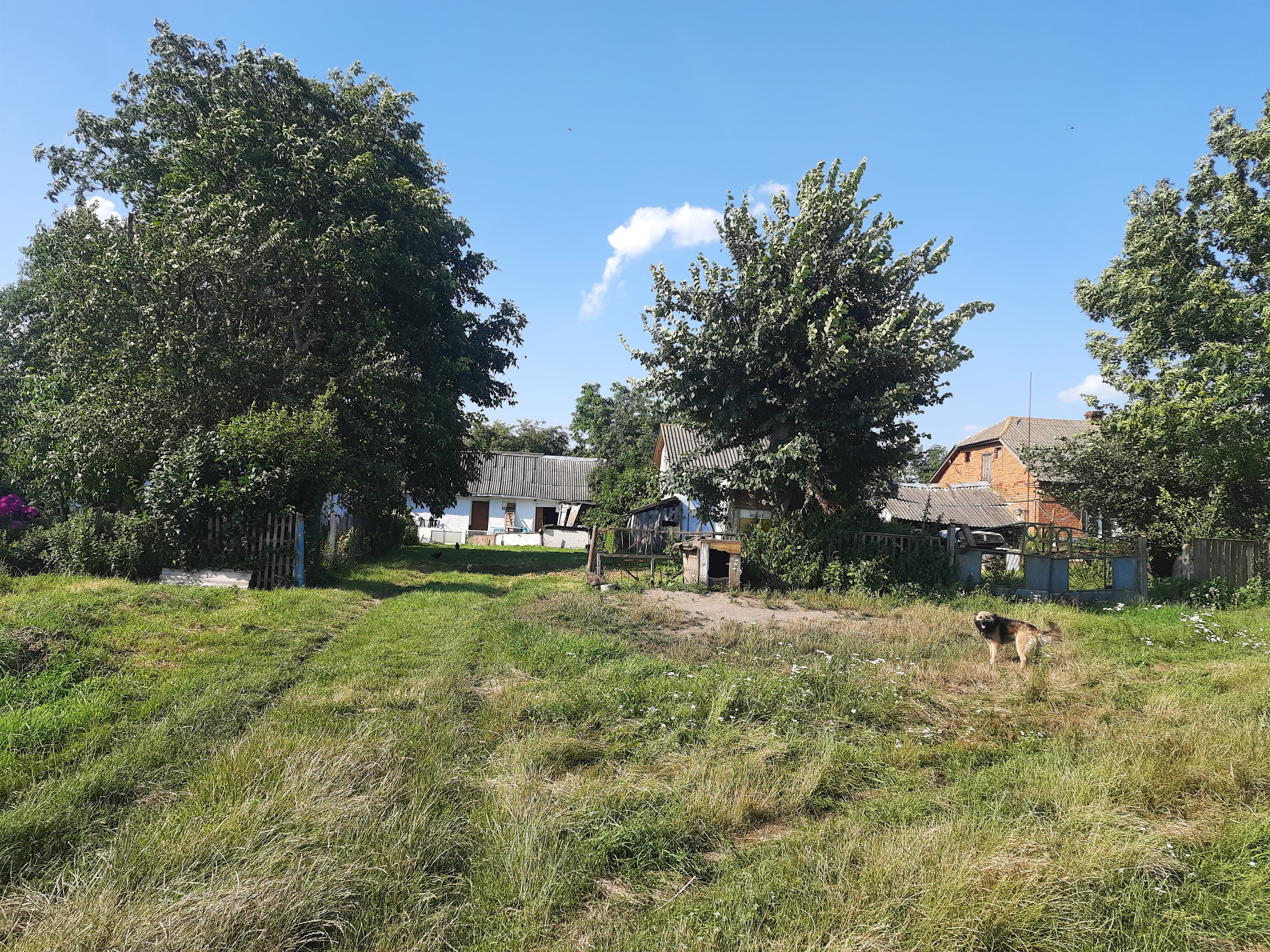
Сільська оселя
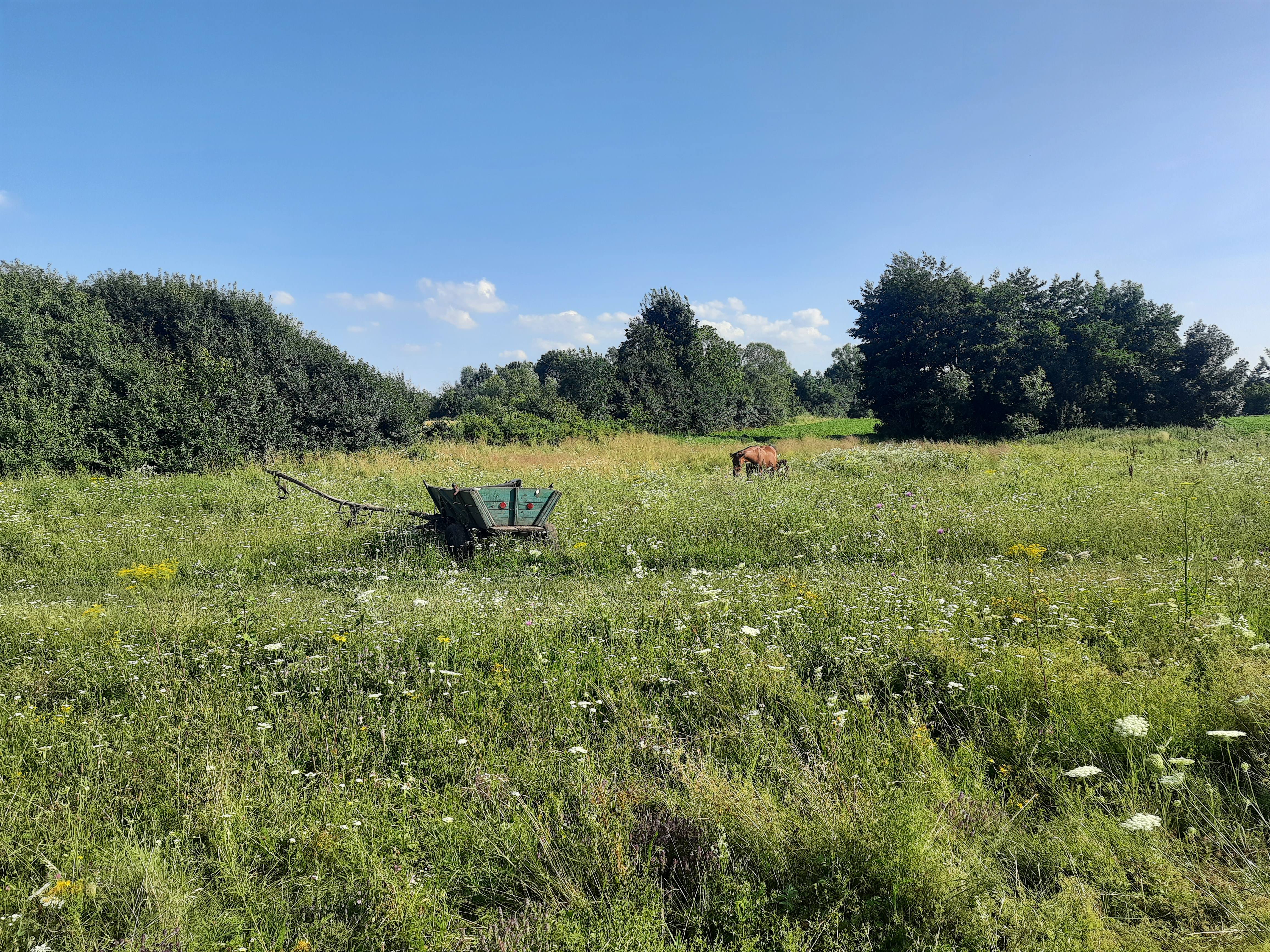
Краєвид біля села